# Zračno izstreljeni torpedo
Zračno izstreljeni torpedo, (angleško aerial torpedo, airborne torpedo ali air-dropped torpedo) je torpedo, ki se ga izstreli iz letala ali pa helikopterja. Uporablja se lahko proti ladjam ali pa podmornicam. Zračno izstreljeni torpedi so po navadi bistveno manjši in lažji od podmorniško ali ladijsko izstreljenih torpedov. Prvič so jih uporabili v 1. svetovni vojni, veliko se je uporabljal v 2. svetovni vojni. 